# خاتون‌بی‌لی
خاتون‌بی‌لی (به لاتین: Xatınbəyli) یک منطقهٔ مسکونی در جمهوری آذربایجان است که در شهرستان آغ‌دام واقع شده‌است.